# Friska Viljor FC
Friska Viljor FC är en fotbollsförening från Örnsköldsvik som bildades 1994 när IF Friska Viljor inte längre hade råd med en fotbollssektion. Föreningen bedriver sin verksamhet på Skyttis Idrottsplats och spelar sedan 2004 sina matcher på en konstgräsplan, anlagd till föreningens herrars säsong i Superettan. Efter två decennier med spel mellan fjärde och femte division kunde herrarna avancera till Ettan (tredjedivisionen) 2024.
Friska Viljor FC och föregångaren IF Friska Viljor har spelat sammanlagt sju säsonger i Sveriges näst högsta division och Friska Viljor FC  är det enda laget från Ångermanland som spelat i Superettan.

## Historik
Föreningen fick en framgångsrik start och gick under åren 1995–1998 rakt igenom seriesystemet från division 6 till division 2 (och nådde kvartsfinal i Svenska cupen 2001). Efter att ha etablerat sig på den nivån vann laget division 2 Norrland 2003 vilket ledde till ett efterföljande kval till Superettan. Segern med 4–3 mot Väsby på bortaplan följdes av förlust med 2–3 på hemmaplan och Friska Viljor FC avancerade tack vare fler mål på bortaplan.  
I Superettan 2004 slutade Friska Viljor FC på sista plats och ramlade ned till division 2 2005. Väl där missade man chansen till avancemang till den nya division 1-serien.  
Efter nedflyttning till division 3 några år senare initierades en nysatsning i föreningen där man fokuserade på att bygga upp en ungdomsverksamhet i form av ett P17 och ett P19-lag baserat på lokala talanger. Inför säsongen 2020 innebar den fortsatta satsningen på ungdomarna i Örnsköldsvik att ungdomslagen flyttades över till en nybildad förening vid namn Friska Viljor Akademi FC. 

### Placering per säsong
| Säsong | Nivå | Division                      | Placering | Upp/nedflyttning                   | Huvudtränare         | Bäste målskytt          |
| ------ | ---- | ----------------------------- | --------- | ---------------------------------- | -------------------- | ----------------------- |
| 2024   | 3    | Ettan Norra                   | 16        | Nedflyttad                         | Pero Kapcevic        | Elias Cederblad (11)    |
| 2023   | 4    | Division 2 Norrland           | 1         | Uppflyttad                         | Pero Kapcevic        | Albin Svensson (18)     |
| 2022   | 4    | Division 2 Norrland           | 2         | Kval för uppflyttning              | Mackenzie Ward       | Filip Siljander (17)    |
| 2021   | 4    | Division 2 Norrland           | 2         |                                    | Mackenzie Ward       | Albin Svensson (20)     |
| 2020   | 4    | Division 2 Norrland           | 4         |                                    | Mackenzie Ward       | Albin Svensson (6)      |
| 2019   | 4    | Division 2 Norrland           | 3         |                                    | Pero Kapcevic        | Herman Johansson (21)   |
| 2018   | 4    | Division 2 Norrland           | 7         |                                    | Pero Kapcevic        | Moses Duckrell (10)     |
| 2017   | 5    | Division 3 Mellersta Norrland | 2         | Kval för uppflyttning - Uppflyttad | Pero Kapcevic        | Herman Johansson (15)   |
| 2016   | 4    | Division 2 Norrland           | 13        | Nedflyttad                         | Josip Pavic          | Rasmus Engström (8)     |
| 2015   | 5    | Division 3 Mellersta Norrland | 2         | Kval för uppflyttning - Uppflyttad | Josip Pavic          | Rasmus Engström (16)    |
| 2014   | 5    | Division 3 Mellersta Norrland | 2         | Kval för uppflyttning              | Lars Gunnar Eriksson | Albert Kargbo (16)      |
| 2013   | 5    | Division 3 Mellersta Norrland | 10        | Kval för nedflyttning              | Martin Wallin        | Albert Kargbo (8)       |
| 2012   | 5    | Division 3 Mellersta Norrland | 2         | Kval för uppflyttning              | Martin Wallin        | Daniel Johansson (14)   |
| 2011   | 5    | Division 3 Mellersta Norrland | 3         |                                    | Tommy Andersson      | Daniel Johansson (20)   |
| 2010   | 5    | Division 3 Mellersta Norrland | 5         |                                    | Andreas Elfving      | Alessandro Ribeiro (19) |
| 2009   | 4    | Division 2 Norrland           | 7         | Nedflyttad                         | Lars Gunnar Eriksson | Anatoliy Ptashnyk (18)  |
| 2008   | 4    | Division 2 Norrland           | 3         |                                    | Tommy Andersson      | Daniel Johansson (17)   |
| 2007   | 4    | Division 2 Norrland           | 6         |                                    | Tommy Andersson      | Daniel Johansson (10)   |
| 2006   | 4    | Division 2 Norrland           | 11        |                                    | Andreas Qvist        | Mattias Hägglund (18)   |
| 2005   | 3    | Division 2 Norrland           | 8         |                                    | Janne Westerlund     | Maurice Sunguti (13)    |
| 2004   | 2    | Superettan                    | 16        | Nedflyttad                         | Janne Westerlund     | Daniel Johansson (13)   |
| 2003   | 3    | Division 2 Norrland           | 1         | Kval för uppflyttning - Uppflyttad | Janne Westerlund     | Daniel Johansson (28)   |
| 2002   | 3    | Division 2 Norrland           | 8         |                                    | Janne Westerlund     |                         |
| 2001   | 3    | Division 2 Norrland           | 7         |                                    | Roger Dannberg       |                         |
| 2000   | 3    | Division 2 Norrland           | 4         |                                    | Roger Dannberg       |                         |
| 1999   | 3    | Division 2 Norrland           | 6         |                                    | Roger Dannberg       |                         |
| 1998   | 4    | Division 3 Mellersta Norrland | 1         | Uppflyttad                         | Roger Dannberg       |                         |
| 1997   | 5    | Division 4 Ångermanland       | 1         | Uppflyttad                         | Roger Dannberg       |                         |
| 1996   | 6    | Division 5 Ångermanland       | 1         | Uppflyttad                         | Jan Wiklund          |                         |
| 1995   | 7    | Division 6 Ångermanland       | 1         | Uppflyttad                         | Jan Wiklund          |                         |
| 1994   | 7    | Division 6 Ångermanland       | 3         |                                    | Jan Wiklund          |                         |

## Spelare

### Spelartruppen
(L) - Inlånad spelare
| Nummer      | Land      | Spelare                 | Födelsedatum      | Kom från           | Moderklubb          |
| Målvakter   | Målvakter | Målvakter               | Målvakter         | Målvakter          | Målvakter           |
| ----------- | --------- | ----------------------- | ----------------- | ------------------ | ------------------- |
| 1           | Sverige   | Hugo Backman            | 31 oktober 2001   | Skellefteå FF      | Sollentuna FK       |
| 30          | Sverige   | Isac Ulander            | 13 april 2005     | Friska Viljor FC U | Ramviks IF          |
| Försvarare  |           |                         |                   |                    |                     |
| 2           | Sverige   | Calle Nordin            | 11 maj 2002       | Friska Viljor FC U | BK Örnen            |
| 3           | Sverige   | Axel Fahlgren Vestin    | 7 september 2005  | Friska Viljor FC U | Domsjö IF           |
| 6           | Sverige   | Hugo Nilsson            | 24 augusti 2003   | Friska Viljor FC U | Sollefteå GIF       |
| 12          | Sverige   | Jonathan Powell         | 8 juli 2000       | Gottne IF          | BK Örnen            |
| 16          | Sverige   | Filip Jovetic           | 16 december 2005  | Friska Viljor FC U | Kramfors-Alliansen  |
| 22          | Sverige   | Simon Hägglund          | 16 december 2005  | Friska Viljor FC U | Hägglunds IoFK      |
| 39          | Sverige   | Ammar Saran             | 2 september 2001  | Ängelholms FF      | Nässjö FF           |
| 80          | Ghana     | Charles Junior Sampson  | 5 november 2004   | PS Kalamata        | Assyriska FF        |
| Mittfältare |           |                         |                   |                    |                     |
| 4           | Sverige   | Ludvig Kallin           | 30 augusti 2002   | Friska Viljor FC U | Domsjö IF           |
| 8           | Sverige   | Fredrik Borgström       | 10 januari 2002   | Friska Viljor FC U | Älandsbro AIK       |
| 14          | Sverige   | Filip Siljander         | 19 maj 1999       | IK Franke          | IK Franke           |
| 15          | Sverige   | Hjalmar Karolin         | 26 juni 2005      | Friska Viljor FC U | Kramfors-Alliansen  |
| 19          | Sverige   | Araya Zerai             | 12 mars 1998      | Hudiksvalls FF     | IF Älgarna          |
| 20          | Sverige   | Mahdi Afzali            | 7 november 2004   | Friska Viljor FC U | Höga Kusten Fotboll |
| 21          | Sverige   | Jacob Norrman           | 28 april 2004     | IFK Östersund      | Frösö IF            |
| 23          | Finland   | Jimi Kovalainen         | 9 april 2002      | Ytterhogdals IK    | KäPa                |
| Anfallare   |           |                         |                   |                    |                     |
| 7           | Sverige   | Arvid Andersson         | 10 april 2005     | Friska Viljor FC U | Gottne IF           |
| 10          | Sverige   | Adam Näsmark            | 2 september 2002  | Sollefteå GIF      | Sollefteå GIF       |
| 11          | Sverige   | Elias Cederblad         | 28 oktober 2003   | Friska Viljor FC U | Själevads IK        |
| 25          | Sverige   | Albin Svensson          | 5 juni 1999       | Friska Viljor FC U | Domsjö IF           |
| 45          | Sverige   | Ebenezer Baraka Biregey | 5 juni 2002       | Nässjö FF          | Hägglunds IoFK      |
| 98          | Sverige   | Ahmed During (L)        | 25 september 2004 | GIF Sundsvall      | GIF Sundsvall       |

### Utlånade spelare
| Nr | Land    | Pos | Namn                                              |
| -- | ------- | --- | ------------------------------------------------- |
| 9  | Sverige | A   | Hugo Svensson (i Gottne IF till 31 december 2024) |

| Nr | Land    | Pos | Namn                                                             |
| -- | ------- | --- | ---------------------------------------------------------------- |
| 17 | Sverige | MF  | Abeyal Araya Okubagebriael (i Anundsjö IF till 31 december 2024) |

## Meriter
1 säsong i Superettan (2004) 